# Knights of Space
Knights of Space es un álbum en directo de Hawkwind, lanzado por Landmark en 2008. El álbum fue editado como CD doble, y en formato vídeo como DVD doble.

## Lista de canciones
Disco uno
1. "Black Corridor" (Michael Moorcock)
2. "Aero Space-Age Inferno" (Robert Calvert)
3. "Space Love" (Brock)
4. "The Awakening" (Calvert)
5. "Orgone Accumulator" (Calvert/Dave Brock)
6. "Paradox" (Brock)
7. "Robot" (Calvert/Brock)
8. "Abducted" (Tree/Brock)
9. "Alien (I Am)" (Brock)
10. "Alien Poem" (Darbyshire)

Disco dos
1. "Masters of the Universe" (Nik Turner/Brock)
2. "Time We Left" (Brock)
3. "Lighthouse" (Tim Blake)
4. "Utopia" (Brock/Moorcock)
5. "Damnation Alley" (Calvert/Brock/Simon House)
6. "Sonic Attack Frenzy" (Brock/Stuart/Darbyshire/Moorcock/Chadwick/Blake)
7. "Welcome to the Future" (Calvert/Brock)
8. "Flying Doctor" (Calvert/Brock)
9. "Silver Machine" (Calvert/Brock)

## Personal
- Dave Brock: guitarra, voz, teclados, sintetizadores
- Tim Blake: teclados, theremín
- Jason Stuart: teclados
- Mr. Dibs: bajo, voz
- Richard Chadwick: batería, voz